# Sân bay Dikhil
Sân bay Dikhil (IATA: HDDK) là một sân bay ở Dikhil, Djibouti.